# Championnat du Togo de football 2003-2004
Navigation
Saison précédente Saison suivante
Le championnat du Togo de football 2003-2004 est la quarante-quatrième édition du Championnat National. Elle oppose les seize meilleurs clubs du Togo regroupés au sein d’une poule unique où ils s'affrontent deux fois, à domicile et à l’extérieur. À l’issue de la saison, les deux derniers du classement sont relégués et il n’y a aucun club promu de deuxième division.
C’est le club de Dynamic Togolais qui est sacré cette saison après avoir terminé en tête du classement, avec cinq points d’avance sur Maranatha FC et huit sur Kakadlé FC. C'est le cinquième titre de champion du Togo de l'histoire du club.

## Les clubs participants
| - Maranatha FC - Gomido Kpalimé - AS Togo-Port - Promu de D2 - ASKO Kara - OC Agaza - Doumbé FC - Sara Sport FC - Athletic Club Merlan | - AC Semassi - Dynamic Togolais - Étoile Filante de Lomé - AS Douanes Lomé - Kakadié FC - Togo Telecom FC - Abou Ossé FC - Ifodje Atakpamé - Promu de D2 |

## Compétition
Le barème utilisé pour établir le classement est le suivant :
- Victoire : 3 points
- Match nul : 1 point
- Défaite, forfait ou abandon : 0 point

### Classement
| Rang | Équipe                 | Pts | J  | G  | N  | P  | Bp | Bc | Diff |
| ---- | ---------------------- | --- | -- | -- | -- | -- | -- | -- | ---- |
| 1    | Dynamic Togolais       | 59  | 30 | 17 | 8  | 5  | 40 | 19 | +21  |
| 2    | Maranatha FC           | 54  | 30 | 15 | 9  | 6  | 37 | 15 | +22  |
| 3    | Kakadlé FC             | 51  | 30 | 15 | 6  | 9  | 36 | 26 | +10  |
| 4    | ASKO Kara              | 49  | 30 | 14 | 7  | 9  | 32 | 22 | +10  |
| 5    | AC Semassi             | 48  | 30 | 12 | 12 | 6  | 25 | 20 | +5   |
| 6    | AS Douanes'T'C         | 47  | 30 | 12 | 11 | 7  | 31 | 21 | +10  |
| 7    | AS Togo-PortP          | 46  | 30 | 12 | 10 | 8  | 31 | 26 | +5   |
| 8    | Gomido Kpalimé         | 44  | 30 | 13 | 5  | 12 | 29 | 28 | +1   |
| 9    | Étoile Filante de Lomé | 41  | 30 | 11 | 8  | 11 | 30 | 39 | -9   |
| 10   | OC Agaza               | 40  | 30 | 11 | 7  | 12 | 39 | 34 | +5   |
| 11   | Athletic Club Merlan   | 39  | 30 | 8  | 15 | 7  | 28 | 27 | +1   |
| 12   | Doumbé FC              | 31  | 30 | 7  | 10 | 13 | 18 | 27 | -9   |
| 13   | Togo Telecom FC        | 30  | 30 | 7  | 9  | 14 | 27 | 35 | -8   |
| 14   | Abou Ossé FC           | 28  | 30 | 8  | 4  | 18 | 27 | 46 | -19  |
| 15   | Sara Sport FC          | 22  | 30 | 4  | 10 | 16 | 19 | 41 | -22  |
| 16   | Ifodje AtakpaméP       | 22  | 30 | 5  | 7  | 18 | 16 | 39 | -23  |

|  | Champion du Togo 2003-2004                                                           |
|  | Qualifié pour la Coupe de la confédération 2005                                      |
|  | Relégation directe en deuxième division                                              |
|  | T : Tenant du titre C : Vainqueur de la Coupe du Togo P : Promu de deuxième division |

## Bilan de la saison
| Championnat du Togo de football 2003-2004 |                             |
| Champion                                  | Dynamic Togolais (5e titre) |
| Coupes et trophées                        |                             |
| Vainqueur de la Coupe du Togo 2003-2004   | AS Douanes Lomé             |
| Qualifications continentales              |                             |
| Ligue des champions de la CAF 2005        | Aucun                       |
| Coupe de la confédération 2005            | AS Douanes Lomé             |
| Promotions et relégations                 |                             |
| Promus en Championnat National            | Aucun                       |
| Relégués en Deuxième division             | Sara Sport FC               |
| Relégués en Deuxième division             | Ifodje Atakpamé             |